# Диего Фабрини
Диего Фабрини е италиански футболист, полузащитник.

## Професионална кариера
Юноша на Емполи Италия, където започва да тренира през 2003. Играе като атакуващ полузащитник, но се справя и като ляво и дясно крило, и дори нападател. Дебютира за първия състав на тима на 21 август 2009 при победата с 2:0 над Пиаченца Италия. Едва на 19 години се превръща в първи избор на тима за този сезон и изиграва 30 мача, отбелязвайки единствен гол на 6 март 2010 на Читадела Италия. Доброто му представяне привлича погледите на големи отбори от Серия А и Емполи Италия отказва оферти от Дженоа Италия и Наполи Италия. На 31 август 2010 Удинезе Италия закупува 50% от правата му, като той остава да играе в Емполи Италия за сезон 2010/11, но следващия му сезон не е така блестящ. За сезон 2011/12 вече е в редиците на Удинезе Италия, като дебютира за тима на 24 август 2011 при загубата с 2:1 от Арсенал в Шампионската лига. На 31 август 2011 Удинезе закупува и останалите 50% от правата му, а на 25 септември 2011 прави дебют и в Серия А в мач срещу Каляри Италия. През по-голямата част от сезона е резерва, а първи гол вкарва на 2 май 2012 при победата с 1:0 над Чезена Италия. През сезон 2012/13 остава част от първия състав, но отново е по-скоро със статут на резерва, но успява да запише своя първи гол в евротурнирите на 8 ноември 2012 при загубата от Йънг Бойс Швейцария с 3:2. На 31 януари 2013 е даден под наем на Палермо Италия като дебютира за тима на 3 февруари 2013 при загубата с 2:1 от Аталанта Италия. На 10 февруари 2013 вкарва и първия си гол на Пескара Италия при равенството 1:1. В края на сезон 2012/13 се завръща в Удинезе Италия. На 19 юли 2013 е един от 7-те играчи на Удинезе, който подписва договор с Уотфорд Англия. Дебютира за тима на 3 август 2013 при победата с 1:0 над Бирмингам Сити Англия, а две седмици по-късно вкарва дебютен гол при равенството 3:3 с Рединг Англия. Въпреки някои проблеми с контузии изиграва 25 мача през този сезон. На 31 януари 2014 е даден под наем на Сиена Италия и дебютира на 8 февруари 2014 при загубата с 2:1 от Бари Италия, а първи гол вкарва на 29 март 2014 при победата с 2:1 над Бреша Италия. Завръща се в Англия за началото на сезон 2014/15, но не успява да се наложи като първи избор. Поради тази причина на 15 януари 2015 преминава под наем в Милуол Англия и дебютира два дни по-късно при загубата с 3:1 от Ипсуич Англия. Дебютен гол вкарва на 24 февруари 2015 при загубата с 3:1 от Шефилд Уензди Англия. Поради малкото изиграни мачове Уотфорд го отзовават на 26 март 2015 и незабавно е даден под наем на Бирмингам Сити Англия до края на сезона. Там обаче чупи носа си няколко дена по-късно и дебютира едва на 11 април 2015 при победата с 2:1 над Улвърхямптън Англия. На 27 юли 2015 е даден отново под наем този път на Мидълзбро Англия като дебютира в нулевото равенство с Престън Норт Енд Англия в първия мач за сезона. Само седмица по-късно вкарва и първия си гол при победата с 3:0 над Болтън Англия. Превръща се бързо в любимец на феновете на тима и въпреки доброто представяне в тима след 26 мача и 6 гола, поради контузия наема му е прекратен през януари 2016. Малко след това на 27 януари 2016 подписва договор с Бирмингам Сити Англия. Започва силно след завръщането си в тима, но през сезон 2016/17 отборът сменя тактическата си постройка на игра и той губи място в титулярната единайсеторка. На 23 януари 2017 е даден под наем на Специя Италия като дебютира на 30 януари 2017 при победата над Латина Калчо Италия с 3:2. На 11 февруари бележи първи гол срещу Про Верчели Италия. Завръща се в Бирмингам Сити Англия след края на сезона и на 27 юли 2017 е даден под наем на Реал Овиедо Испания като дебютира за тима едва през февруари 2018 в мач срещу Спортинг Хихон Испания при победата с 2:1, заради скъсани кръстни връзки. Първи и единствен гол вкарва на Кордоба Испания при равенството 1:1 на 24 март 2018. След завръщането си в Англия разтрогва договор през септември 2018 и подписва с Ботошани Румъния. Дебютира на 15 септември 2018, а първи гол вкарва при победата с 2:0 над Динамо Букурещ Румъния като записва отличен сезон и изиграва 31 мача с 5 гола. На 28 май 2019 подписва договор с ЦСКА за срок от три години.
Дебют за националния отбор на Италия до 21 години прави на 3 септември 2010 срещу Босна и Херциговина като общо изиграва 12 мача с 1 гол отбелязан на 24 март 2011 срещу Швеция. На 15 август 2012 изиграва единствения си мач за националния отбор на Италия в приятелския мач с Англия завършил със загуба 2:1.